# Смут, Клемент
Клемент Айер Смут (англ. Clement Eyer Smoot; 7 апреля 1884, Хайленд-Парк, Иллинойс — 19 января 1963, Хайленд-Парк, Иллинойс) — американский гольфист, чемпион летних Олимпийских игр 1904.
На Играх 1904 в Сент-Луисе участвовал в двух турнирах. В командном он занял 6-е место, и в итоге его команда стала первой и выиграла золотые награды. В одиночном разряде он занял 22-е место в квалификации, но пройдя в плей-офф, закончил соревнование уже в первом раунде.